# Simian (Band)
Simian war eine Elektro-Rock-Band aus England.

## Hintergrund
Simian bestand zuerst aus den Freunden Alex MacNaughton und Jas Shaw aus Kent, die vor der Zeit von Simian in unbekannten Bands spielten und James Ford aus Manchester. Später kam der in Bristol geborene Simon Lord hinzu.
2005 löste sich die Band auf, Ford und Shaw gründeten daraufhin Simian Mobile Disco, vorrangig ein Produzenten- und Remixerteam.
In der Fernsehwerbung des Peugeot 1007 wurde ihr Lied La Breeze verwendet, in einem Spot für eBay war When I Go vom gleichen Album (We Are Your Friends) zu hören. Ihr Lied Never Be Alone wurde 2006 vom französischen Duo Justice unter dem Titel We Are Your Friends in einer Remix-Version neuveröffentlicht und konnte – vor allem in Clubcharts – Erfolge verzeichnen. Im Juli 2019 erfolgte die Auszeichnung mit einer Silbernen Schallplatte.

## Diskografie
Alben
- Watch It Glow (2000, EP, Source Records UK)
- Chemistry Is What We Are (2001, Source Records UK)
- We Are Your Friends (2002, Source Records UK)